# China Materialia LLC
China Materialia LLC est un cabinet de conseil et d'investissement axé sur le marché chinois et sur les industries pour lesquelles la science des matériaux est un pilier essentiel. 
Installée à Shanghai, dans le district de Yangpu (杨浦区 ; pinyin : Yángpǔ Qū) ainsi qu'à Wuxi (chinois simplifié 无锡, traditionnel 無錫, pinyin Wúxī), la société China Materialia LLC essaye de combler le fossé entre l'orient et l'occident avec l'introduction des technologies et des entreprises occidentales sur le marché chinois, ainsi que l'introduction des technologies et des entreprises chinoises dans le monde entier.

## Historique

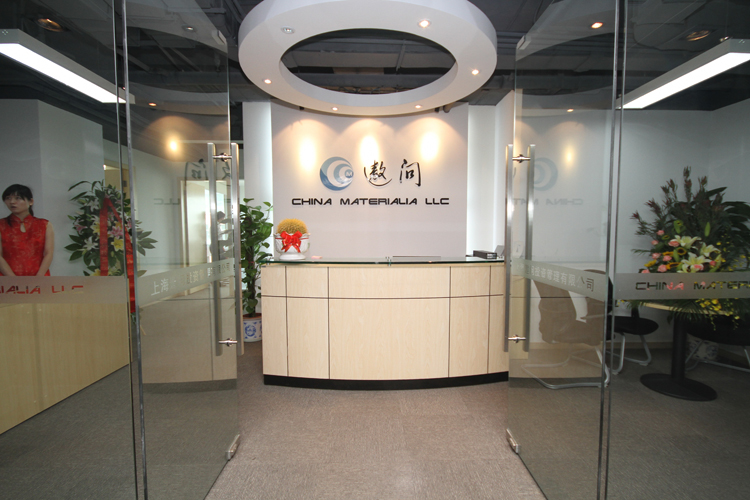
Bureau de China Materialia à Shanghai

L'aventure de ce cabinet de conseil et d'investissement a commencé en 2003 avec la société Due Diligence Group, installée à Los Angeles. En 2007, la société California Clean Tech est créée à San Francisco. En 2008, China Materialia LLC est fondée à San Francisco. Cette société a pour objectif de se concentrer sur les opportunités présentées par le marché chinois. 
En février 2010, China Materialia LLC s'installe à Shanghai et en juillet 2010, un nouveau bureau est ouvert à Wuxi.

## Management
China Materialia LLC a été fondée par Min Zhou et Patrick Berbon.
Avant de créer China Materialia LLC, Min Zhou travaillait pour la Silicon Valley Bank Capital, où elle était responsable de l'identification et l'évaluation de capital risque ainsi que des investissements privés de fonds d'actions, avec comme marché prioritaire la Chine. Avant de travailler pour SVB Capital, Min a été directrice chez Unilever Technology Ventures (UTV) où elle a dirigé les investissements de sociétés spécialisées dans les technologies propres, les semi-conducteurs, les dispositifs médicaux, le développement de médicaments et la santé associée au bien-être. Avant d'intégrer le groupe UTV, Min a travaillé chez Rockwell Scientific, une entreprise de haute technologie. Elle a dirigé des programmes de recherche scientifique en tant que chercheuse dans la division des sciences des matériaux et elle a contribué à la commercialisation des technologies et à la création de spin outs[Quoi ?]. Min a obtenu un doctorat en science des matériaux et en ingénierie (avec mention) de l'université de Californie du Sud (University of Southern California), un MBA (avec mention) de l'université de Californie à Los Angeles (UCLA) Anderson School of Management, et un Bachelor of Science, en science des matériaux, de l'université Tsinghua à Beijing (Pékin).
Patrick Berbon a travaillé dans de nombreux domaines comme la métallurgie, l'aérospatiale, l'énergie et les industries utilisant des technologies propres. Il a été Senior Consultant chez Performance Improvement, une compagnie d'analyse et de management des risques spécialisée dans les industries de l'énergie. Patrick Berbon est également un entrepreneur expérimenté dans le domaine des matériaux de pointe. Sa start-up précédente a réussi à être cotée à la Bourse de Toronto et elle était spécialisée sur l'aluminium nanogranulaire avancé et ses applications. Avant son projet d'entreprise, le Dr Berbon était chercheur en sciences des matériaux à Rockwell Scientific Inc. Il a obtenu un doctorat de l'université de Californie du Sud (University of Southern California), un Master of Sciences de l'université Tsinghua (Chine) et un Master of Sciences ainsi qu'un Bachelor of Science de l'École centrale de Lyon (France), tous en science des matériaux.
Edgar Hotard, directeur général de Monitor Group et Hervé Arribart, professeur à l'ESPCI ParisTech et directeur scientifique de Saint-Gobain sont membres du conseil scientifique.

## Conseil

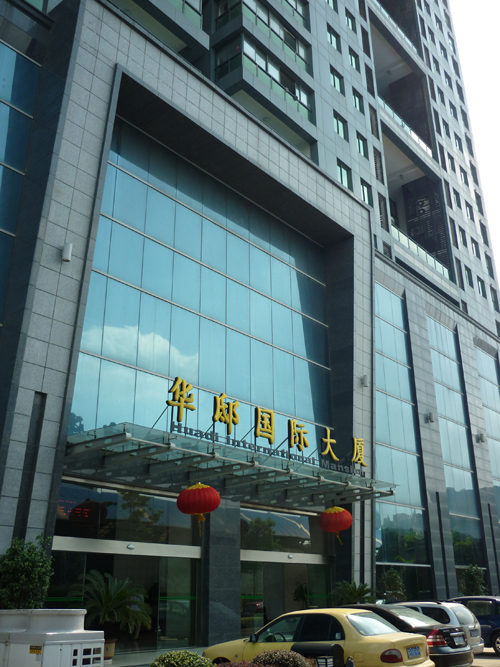
Bureau de China Materialia à Wuxi dans le Huadi International Mansion Building

China Materialia LLC est un cabinet de conseil. Ainsi, la société a pour objectif d'aider ses clients à trouver des partenaires en Chine et aux États-Unis grâce à son réseau développé. Elle évalue le climat industriel afin de trouver une stratégie et de créer le plan d'affaires de son client. L'équipe de China Materialia LLC est composée d'une dizaine de professionnels et de quatre conseillers. Enfin, le cabinet est conseiller du Service Financier du gouvernement du district de Yangpu, à Shanghai.

## Investissement
La société propose également d'investir dans des projets.

## Partenariat
China Materialia LLC possède un réseau de partenaires à travers le monde entier. On peut citer Institute for the Future, USA Science & Engineering Festival et Success Factory. 